# Hans Berger (Diplomat)

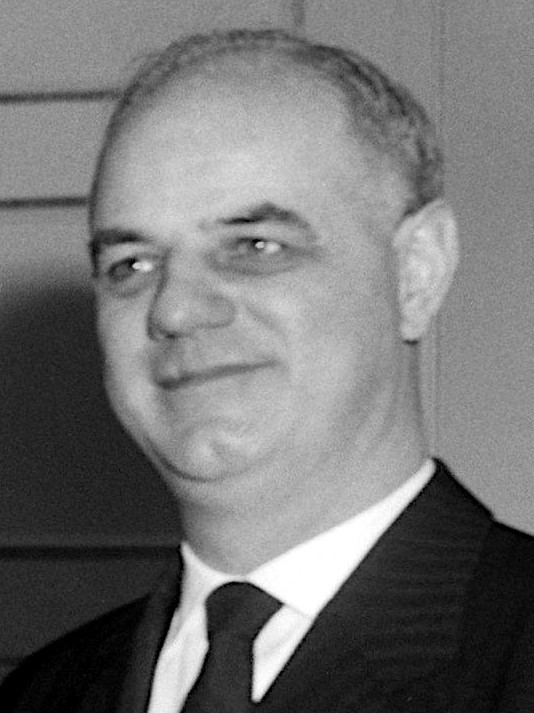
Hans Berger (1964)

Hans Berger (* 29. Oktober 1909 in Köln; † 6. März 1985 in Bad Honnef) war ein deutscher Diplomat.

## Leben
Der Sohn eines Verwaltungsbeamten studierte nach dem Schulbesuch Rechtswissenschaften an der Universität zu Köln und beendete dieses 1933 mit dem Ersten Staatsexamen. Nach seiner Promotion zum Dr. iur. 1936 bestand er 1937 das Zweite Staatsexamen und war anschließend als Gerichtsassessor von 1937 bis 1939 an mehreren Gerichten in Köln tätig. Im November 1939 wurde er Referent beim Reichskommissar für die Preisbildung Josef Wagner. Während dieser bis 1944 dauernden Tätigkeit war er bekannt für sein soziales Engagement und pflegte durch seine Mitgliedschaft im Christlich-Sozialen Kreis mit dem Gewerkschafter Nikolaus Groß sowie dem Studentenseelsorger Hermann Joseph Schmitt von der Katholischen Arbeitnehmer-Bewegung (KAB) und kam dadurch auch in Beziehung zu den Personen des 20. Juli 1944. Seine vom Christentum geprägte Haltung nahm er auch später als Maßstab seines Handelns und seiner Äußerungen.
Nach dem Ende des Zweiten Weltkriegs wurde er 1945 zunächst Amtsgerichtsrat am Amtsgericht Köln. Bereits 1946 wurde er Oberlandesgerichtsrat im Rechtsausschuss der Britischen Besatzungszone in Hamburg und dann 1947 als Ministerialrat Leiter der Abteilung für Gesetzgebung im Justizministerium des Landes Nordrhein-Westfalen und damit enger Mitarbeiter von Justizminister Gustav Heinemann.
Nach einer Tätigkeit als Richter am Obersten Gerichtshofes der Britischen Besatzungszone in Köln von 1948 bis 1949 war Berger von Juli 1949 bis März 1953 Präsident des Landgerichts Düsseldorf. Zwischen 1953 und 1954 war er Ministerialdirektor und Leiter der Abteilung Verfassung, Staatsrecht und Verwaltung im Bundesministerium des Innern.
Danach wechselte er in den Diplomatischen Dienst und war von 1954 bis 1959 als Ministerialdirektor Leiter der Rechtsabteilung des Auswärtigen Amtes. In dieser Funktion führte er im August 1959 Verhandlungen mit Dänemark über die Zahlung von Entschädigungsleistungen.
Kurz darauf wurde er 1959 als Nachfolger des im April im Amt verstorbenen Gerhart Feine selbst Botschafter in Dänemark.
Im Anschluss war er von 1963 bis 1965 Botschafter in den Niederlanden. Dort wurde er Nachfolger von Josef Löns, der Botschafter in Österreich wurde. In seiner Funktion als Botschafter in den Niederlanden bemühte er sich um den Abbau von Ressentiments wegen der Besetzung der Niederlande im Zweiten Weltkrieg.
1965 wurde er als Nachfolger von Hans-Heinrich Herwarth von Bittenfeld zum Staatssekretär und Chef des Bundespräsidialamtes ernannt und war somit ein enger Mitarbeiter von Bundespräsident Heinrich Lübke bis zum Ende von dessen Amtszeit am 30. Juni 1969.
Zwischen 1969 und 1971 war er Botschafter beim Heiligen Stuhl.
Als Gegner und Kritiker der Ostpolitik der Bundesregierung unter Bundeskanzler Willy Brandt wurde er 1971 vorzeitig in den Ruhestand versetzt.
Seit 1928 war er Mitglied der KDB Saxonia zu Köln im RKDB.

## Ehrungen
- 1955: Großes Goldenes Ehrenzeichen mit dem Stern für Verdienste um die Republik Österreich[13]
- 1966: Großes Verdienstkreuz mit Stern und Schulterband der Bundesrepublik Deutschland
- Großkreuz des Verdienstordens der Italienischen Republik